# 中信飛牡蠣
中信飛牡蠣是一支位於台灣的英雄聯盟電子競技國家戰隊，英文為CTBC Flying Oyster，簡稱CFO。中信飛牡蠣也是中信金控旗下的體育隊伍，該集團同時擁有中華職棒中信兄弟以及台灣職業籃球大聯盟新北中信特攻。
隊名由來則是中國信託銀行的格言：「We are family」中取Family的中文諧音，命名為飛牡蠣。

## 歷史
2022年1月27日，中信育樂公司宣布成立職業電競隊，取名為「中信飛牡蠣 CTBC Flying Oyster」。

### 2022（S12）

#### 春季賽
在參與的第一個賽季，2022年PCS春季聯賽中例行賽以第三名作收，在季後賽中則在4月17日的冠軍賽中以2-3敗給了衛冕軍PSG，無緣在第一個賽季就取得冠軍。

#### 夏季賽
夏季賽前半段成績原先一度位於第二，然而在最後一周時原輔助位選手 Koala 因個人因素暫時離隊，使例行賽結束時與FAK並列第四。不過中信飛牡蠣在加賽時仍擊敗FAK，以第四名結束例行賽。
- 2022年9月1日，在半決賽中以3-1的成績擊敗BYG晉級冠軍賽，也確定搶下第一張世界大賽的門票。
- 2022年9月4日，在決賽中以3-0的成績擊敗BYG取得夏季賽冠軍。

#### S12世界大賽
被分到D組，同組的對手有韓國賽區的Gen.G、中國賽區的RNG和北美賽區的100T，取得1勝5負，小組墊底出局。

#### 休賽期
- 2022年11月23日，宣布中路選手Mission、下路選手Atlen、輔助選手Koala離隊。
- 2022年12月3日，宣布中路選手JimieN入隊。
- 2022年12月14日，宣布輔助選手S1aytrue入隊。
- 2022年12月16日，宣布原輔助選手Koala以助理教練身分重新入隊。

### 2023（S13）

#### 春季賽
春季例行賽最終以第三名作收，季後賽先以3-0擊敗來自大洋洲的CHF戰隊，而後3-2擊敗FAK進入勝部決賽，可惜在勝部決賽被PSG以3-2擊敗，又於敗部決賽被FAK以3-1復仇成功，止步第三名，無緣進入總決賽。
- 2023年4月23日，宣布輔助選手ShiauC入隊。

#### 夏季賽
夏季例行賽最終以第五名作收，晉級季後賽敗者組，第一輪先以3-1擊敗TB，第二輪以3-1擊敗DCG，第三輪以3-2擊敗FAK，敗部決賽以3-2擊敗BYG，連過四關闖進總決賽並確定取得世界大賽入圍賽資格，但總決賽以2-3不敵PSG，取得亞軍。

#### S13世界大賽
入圍賽被分到B組，第一輪2-0擊敗日本賽區的DFM，勝者組以1-2敗給越南賽區的TW落入敗部，敗者組以0-2不敵歐洲賽區的BDS，無緣晉級賽。

### 2024（S14）

#### 春季賽
春季例行賽以8勝2負獲得第一，直接晉級季後賽第二輪，季後賽第二輪3-0擊敗FAK，但在勝部決賽0-3不敵PSG而落入敗部，在敗部決賽0-3不敵SHG獲得季軍，無緣季中邀請賽。

#### 夏季賽
夏季例行賽排第三，季後賽第一輪被FAK3-2擊敗落入敗部，敗部先以3-0擊敗DCG，再次對上FAK，但又以1-3遭FAK擊敗，止步第四名，無緣世界賽。

### 2025（S15）

#### 開幕賽
在2025年「無懼選角」（Full Fearless Draft）新賽制下，戰隊利用輪換雙上路，例行賽以6勝1負排名第二，得以直接晉級季後賽第二輪，第二輪2-0擊敗GAM，勝部決賽3-1擊敗MVKE闖進總決賽，決賽上3-1擊敗TLN，奪得2025年LCP賽季開幕戰冠軍，睽違兩年再次取得賽區冠軍。

#### 初陣對抗賽
在國際賽：初陣對抗賽先以2-0擊敗歐洲賽區冠軍KC，雖然以0-2不敵韓國賽區冠軍HLE，但隨後以2-0擊敗美洲賽區冠軍TL，再以2-0擊敗中國賽區冠軍TES，以3勝1負，小組第二的戰績晉級四強。四強對上KC，先陷入0-2落後接著連追兩局，但決勝第五局落敗，止步初陣對抗賽四強。

## 成員

### 現有成員
| 遊戲ID      | 姓名   | 國家/地區 | 定位 | 備註 |
| ----------- | ------ | --------- | ---- | ---- |
| CFO Rest    | 徐士傑 | 臺灣      | 上路 |      |
| CFO Driver  | 沈宗樺 | 臺灣      | 上路 |      |
| CFO JunJia  | 余峻嘉 | 臺灣      | 打野 |      |
| CFO HongQ   | 蔡明宏 | 臺灣      | 中路 |      |
| CFO Doggo   | 邱梓銓 | 臺灣      | 下路 |      |
| CFO Kaiwing | 凌啟榮 | 香港      | 輔助 |      |

### 教練
| 遊戲ID     | 姓名   | 國家/地區 | 定位   | 備註  |
| ---------- | ------ | --------- | ------ | ----- |
| CFO Chawy  | 黃心磊 | 新加坡    | 教練   |       |
| CFO Wulala | 柳勝瑋 | 臺灣      | 副教練 | [ 6 ] |

### 過去成員
| 遊戲ID   | 姓名   | 國家/地區 | 定位 | 備註          |
| -------- | ------ | --------- | ---- | ------------- |
| Mission  | 陳孝銜 | 臺灣      | 中路 | [ 7 ]         |
| Koala    | 林志強 | 臺灣      | 輔助 | 轉任副教練    |
| Atlen    | 宋亞倫 | 臺灣      | 下路 |               |
| Karsa    | 洪浩軒 | 臺灣      | 打野 | 加入PSG Talon |
| Gori     | 金泰佑 | 韓國      | 中路 |               |
| SwordArt | 胡碩傑 | 臺灣      | 輔助 | 退役          |

## 外部連結
- 中信飛牡蠣的Facebook專頁
- 中信飛牡蠣的Instagram帳戶
- 中信飛牡蠣的Threads
- 中信飛牡蠣的X（前Twitter）
- 中信飛牡蠣的Twitch频道
- YouTube上的中信飛牡蠣頻道